# Seguridad vital
Seguridad vital es un programa divulgativo emitido por La 1, de Televisión Española, los domingos a las 09:00 desde el 25 de septiembre del 2009, presentado por Carlos García Hirschfeld (2009; 2015-2018; 2020- presente), anteriormente por Marta Solano (2018-2020).